# فلديلا وليامز
فالديلا وليامز (بالإنجليزية: Faldela Williams)‏ (ميلاد1952-وفاة 25 مايو 2014 ) طباخة جنوب أفريقية و مؤلفة لكتب الطبخ والتي ألهمت أجيال من الطهاة الكتب بعد أن نشرت تراث الطهي الجنوب أفريقي والملاوي في كيب تاون .

## سيرة شخصية
ولدت فالديلا آدمز  في عام 1952  في شارع بونتاك، في الحي السادس، في كيب تاون ، جنوب أفريقيا  التحقت بمدرسة الرحمانية الابتدائية.  و تدربت على الطهي من قبل جدتها، وهي ممرضة محترمة، في الحي البلدي السادس في كيب تاون، وبعد أن فهمت الأساسيات (في الطبخ) ، بدأت في المساعدة في إعداد الطعام.  حوالي عام 1975 ، تزوجت آدمز من إبراهيم ويليامز، وبعد ذلك، كان للزوجين ثلاثة أطفال: رفقة وعائشة وصادق.

## المسار مهني
افتتحت ويليامز خدمة تقديم الطعام الخاصة بالزفاف وأصبحت خبيرة معروفة في طبخ الكيب ملاوي، حيث نشرت ثلاثة كتب طهي على المطبخ.  في عام 1988 ، نشرت كتاب الطبخ الكيب ملاوي، والذي أصبح مرجعًا رئيسيًا للطهاة في جميع أنحاء جنوب إفريقيا وهو معروف عالميًا.  كما اعتبر الأكاديميون هذا الكتاب عملاً هامًا لتدوين المساهمات الثقافية لأحفاد المسلمين من المسترقين الماليزيين في التراث الأوسع لجنوب إفريقيا.  أعطى الكتاب مجموعة شاملة من الوصفات بطريقة سهلة التحضير مع دليل على التوابل والبهرات المستخدمة بشكل متكرر. الكتاب تمت طباعته بنجاح باللغتين الإنجليزية والأفريكانية . 
فبل أن تنشر ويليامز كتاب الطبخ الكيب ملاوي، تم تداول أو طباعة عدد قليل من كتب الوصفات. لأنه عادةً ما يتم النظر إلى الوصفات نظرة دونية، لأن الطهاة المحليين أعتقدوا أنه يظهر نقصًا في مهارة الطهي. على الرغم من التطور الذي حدث مؤخرًا، فقد اتبعت كتب الطبخ الأخرى والتي ساهمت في أنشاء جيل من الطهاة الشباب الذين كانوا يرغبون في الحفاظ على أطباقهم وتقاليدهم في الطهي. كانت كتب الطبخ أيضًا وسيلة «رائدة» للسماح لنساء الملايو، اللائي تم تصويرهن سابقًا على أنهن عاملات منازل صامتات، بالتعبير عن أنفسهن.
كتاب الطبخ الثاني لوليام، المزيد من الطبخ الكيب ملاوي كان كتاب متابعة للنشر الأصلي.  تم إعطاء الوصفات بتعليمات واضحة وبسيطة، تتميز بالتوابل التي تميز المطبخ الكيب ملاوي.  كما هو الحال مع كتابها الأول، أصبح دليلًا موجهًا لكل مبتدأ في الطهي والطهاة الأكثر خبرة، والذين استمتعوا بالأطعمة على طريقة الكيب ملاوي.  كتابها الأخير، كتاب الطبخ الكيب ملاوي المصور (2007) بسط الوصفات التقليدية لجعلها أكثر عملية وأسهل في التحضير. 
في حوالي عام 2009 ، افتتحت وليامز مع ابنها، صادق، مطعمًا في حيها يحمل اسمها.  كما ظهرت في العديد من المقالات التي نشرتها كيب أرغوس كخبيرة في الطعام والطبخ لأجل المناسبات الدينية وتعديل الأطباق لتعكس اتجاهات أكثر وعيًا بالصحة.  كانت وليامز ممثلة للجنة التنفيذية لمسجدها في ضاحية كليرمونت في كيب تاون .

## الموت والإرث
توفيت ويليامز في 25 مايو 2014 بعد إصابتها بنوبة قلبية قبل ستة أسابيع.  تم طبع كتب طبخ ويليامز في عدة طبعات لاحقة. كانت واحدة من النساء المميزات في عرض تقديمي في متحف بو كيب حول مساهمات النساء المسلمات في التراث الجنوب إفريقي. عند وفاتها، أشاد بها يوسف لارني، صاحب مطعم بو كيب كومبيوس الملاوي، في برنامج بث على إذاعة بريميديا . 

## أعمال
ويليامز، فلديلا (1988). كتاب الطبخ الكيب ملاوي. كيب تاون, جنوب أفريقيا: الناشرون ستريك. ISBN:978-1-86825-560-3.
وليامز, فلديلا. Kaapse Maleier-kookkuns (بالأفريكانية). كيب تاون, جنوب أفريقيا: الناشرون سترايك. ISBN:978-0-869-77728-2.{{استشهاد بكتاب}}:  صيانة الاستشهاد: لغة غير مدعومة (link)
وليامز، فلديلا؛ إس بي، خوان(المصور)؛ سادنتون، مريان(ناظم الكتاب). المزيد من الطبخ الكيب ملاوي. كيب تاون, جنوب أفريقيا: سترويك تيمنز. ISBN:978-0-869-78538-6.
وليامز، فلديلا؛ ميلز، ليز(ناظم الكتاب) (2007). كتاب الطبخ الكيب ملاوي المصور. كيب تاون, جنوب أفريقيا. ISBN:978-1-770-07405-7.{{استشهاد بكتاب}}:  صيانة الاستشهاد: مكان بدون ناشر (link)